# ザ・ストラット
ザ・ストラット (The STRAT Hotel, Casino & Skypod) は、アメリカ合衆国ネバダ州ラスベガスにあるカジノホテルである。
ホテル名は成層圏の意。西海岸で一番高いタワーにちなんで名付けられた。タワーの高さは350mである。
ラスベガスのダウンタウンとフォーコーナーの中程のラスベガス大通り沿いに位置する。
経営的には、慢性的に苦戦しており、オープン以来何度もオーナーシップが変っている。
カジノには珍しい、クラップレスクラップス（「7」以外の全ての目がポイントになるクラップス）が存在する。

## アトラクション
- Sky Jump（スカイジャンプ）：855フィート（約260メートル）の高さから降下するアトラクション。
- Big Shot（ビッグショット）：タワーの最上部にある打上式タワーライド（スペースショット）。
- X-Scream（エックススクリーム）：コースターとシーソーを合わせたようなライド。屋上から飛び出しそうなスリルを味わえる。
- Insanity（インサニティ）：回転型ライド。屋上から外に出た所で内側を向いた座席が回転を始めるが、徐々に速度が上がると遠心力でアームが広がり、座席が下を向いた状態で回転する。
- High Roller（ハイローラー）：タワー屋上にあるローラーコースター。現在は廃止

## ギャラリー

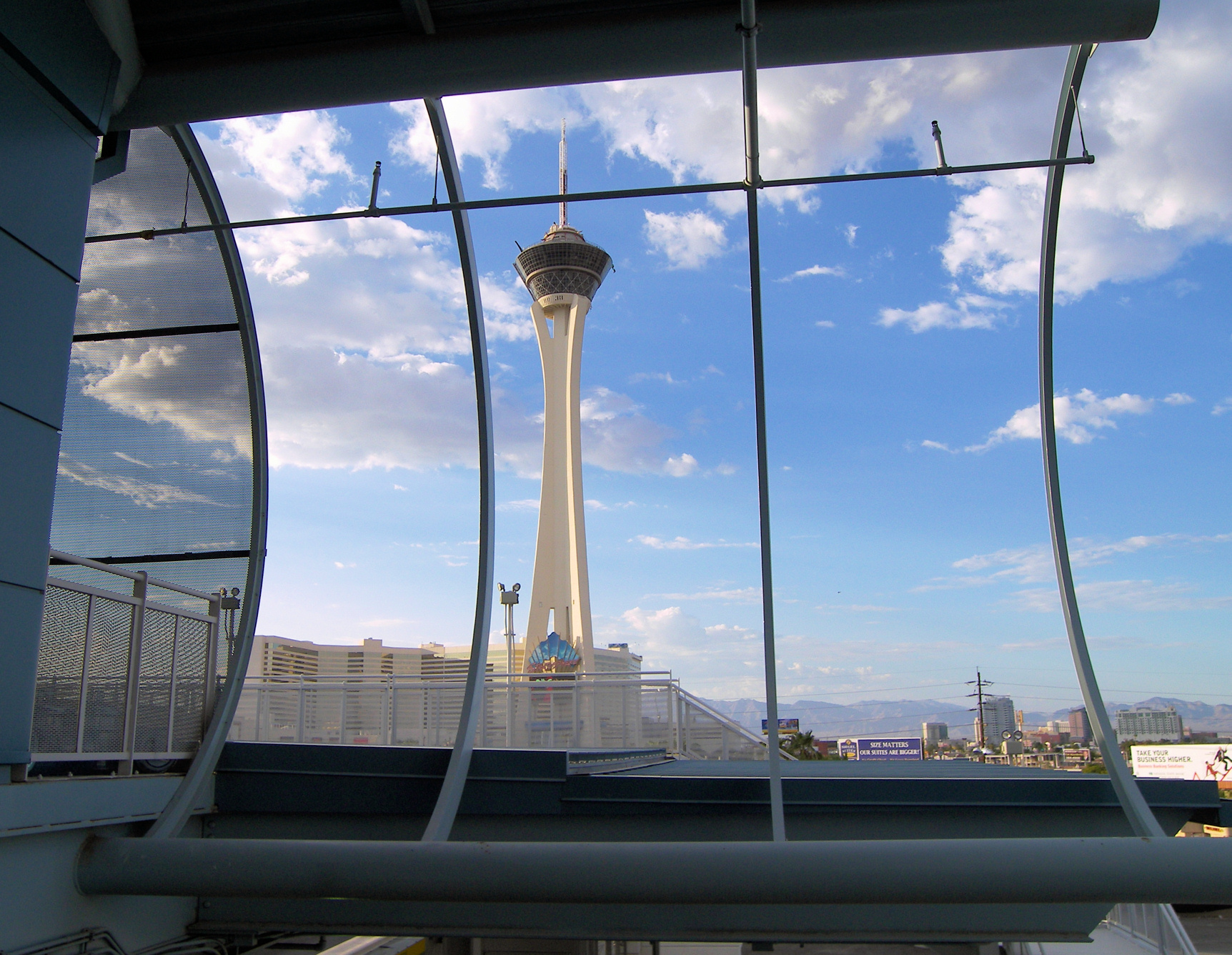
ラスベガスモノレールのサハラ駅から望むストラトスフィア (2007年撮影)
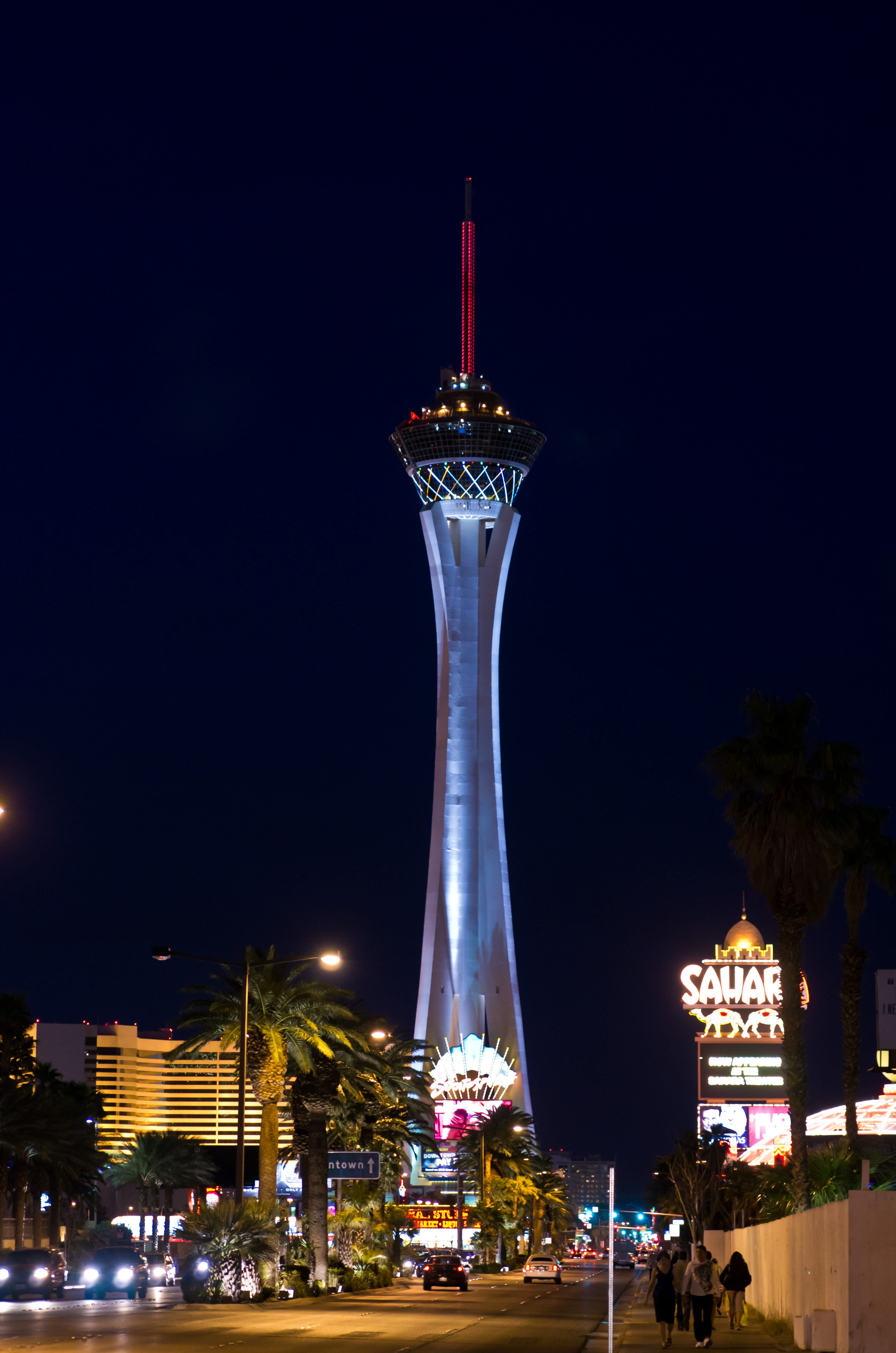
夜のストラトスフィア (2011年撮影)
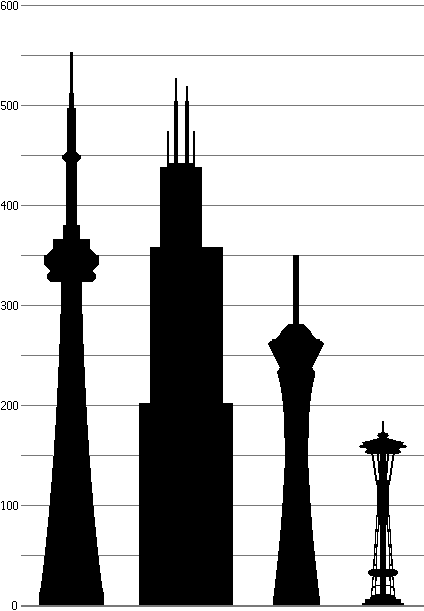
北米の有名4タワーの比較図 - 左よりCNタワー、ウィリス・タワー (元シアーズ・タワー)、 ストラトスフィア、スペースニードル